# David Maurice Brousson
Pour les articles homonymes, voir Brousson.
David Maurice Brousson (14 décembre 1920-3 mai 1992) est un homme politique canadien de la Colombie-Britannique. Il est député provincial libéral dans la circonscription britanno-colombienne de North Vancouver-Capilano d'une élection partielle en 1968 jusqu'à sa démission en 1973.

## Biographie
Né à Victoria en Colombie-Britannique, Brousson étudie au Victoria College (en) et à l'université de la Colombie-Britannique. 
Durant la Seconde Guerre mondiale, il est lieutenant dans une unité d'artillerie. Après le conflit, il fonde la Century Sales and Controls Ltd.. En 1975, il devient doyen de l'Institut de technologie de la Colombie-Britannique. Brousson sert aussi comme président de la fondation de la Lions Gate Hospital (en), ainsi que membre du sénat de l'université de la Colombie-Britannique de 1966 à 1978 et membre du conseil d'administration de l'université de Victoria.
Il tente sans succès de devenir député libéral fédéral de Capilano lors de l'élection de 1984, mais s'incline face à la progressiste-conservateur Mary Collins (en).
Brousson meurt en mai 1992 à l'âge de 71 ans.